# Belvue (Kansas)
Belvue – miasto w Stanach Zjednoczonych, w stanie Kansas, w hrabstwie Pottawatomie.